# Kleiner Michel

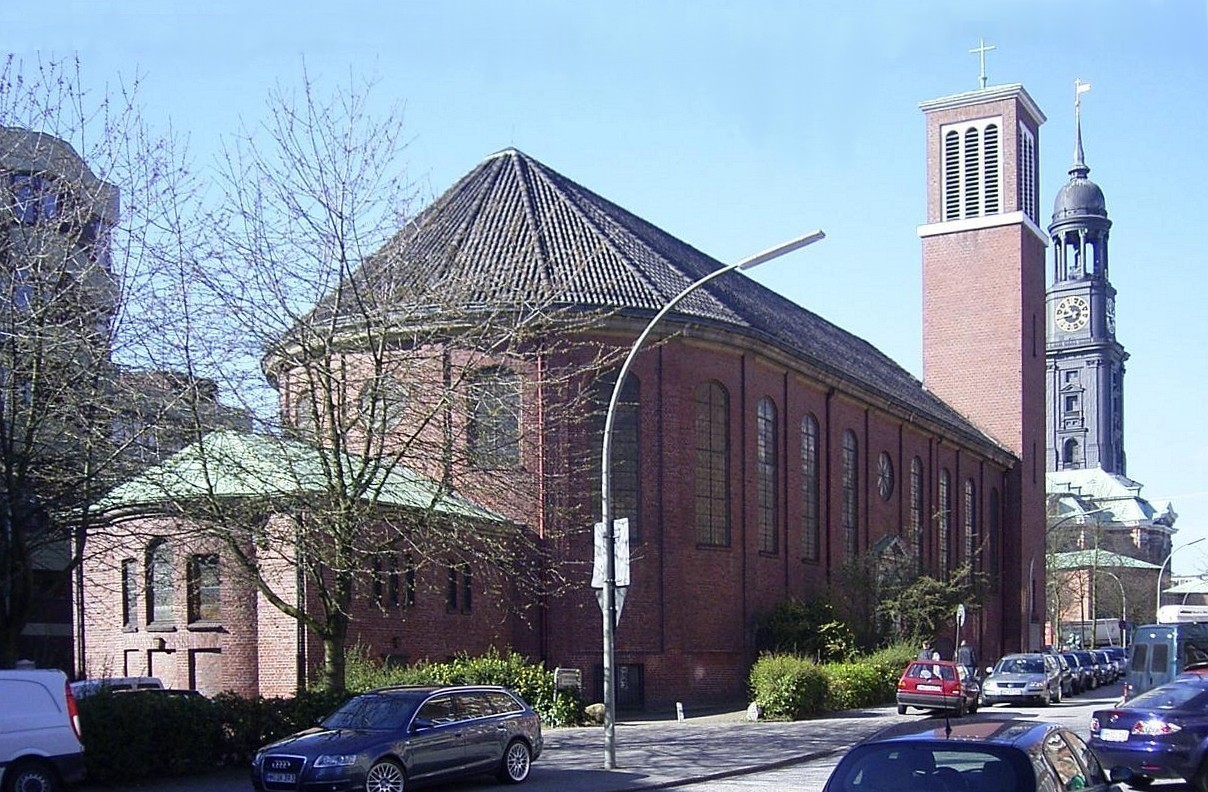
Der „Kleine Michel“ von Osten mit dem Turm des „Großen Michel“

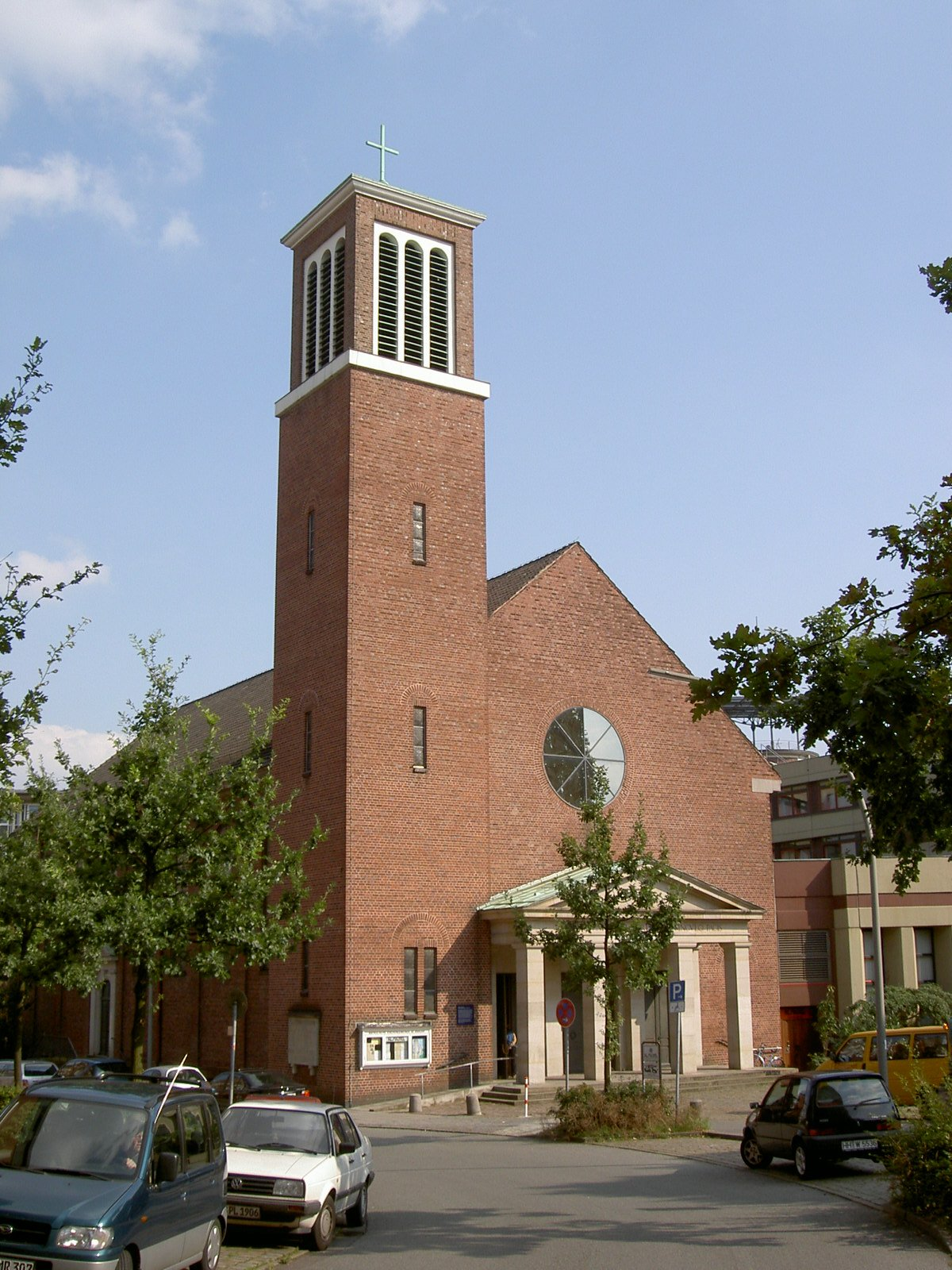
Ansicht Hauptportal von Westen

Der Kleine Michel (eigentlich Katholische Pfarrkirche St. Ansgar und St. Bernhard) in Hamburg ist ein Sakralbau der Klassischen Moderne in der Neustadt, dessen Baugeschichte eng mit der heutigen evangelischen Hauptkirche Sankt Michaelis, „Michel“ genannt, verbunden ist. Der Vorgängerbau wurde während der Hamburger Franzosenzeit zu einer römisch-katholischen Kirche geweiht. Nach der totalen Zerstörung durch die Luftangriffe auf Hamburg im Zweiten Weltkrieg wurde die Pfarrkirche mit französischer Hilfe in Form einer Passagen- und Umgangskirche wiederaufgebaut und 1955 erneut geweiht. Sie ist ein Gedenkort der deutsch-französischen Freundschaft.

## Geschichte

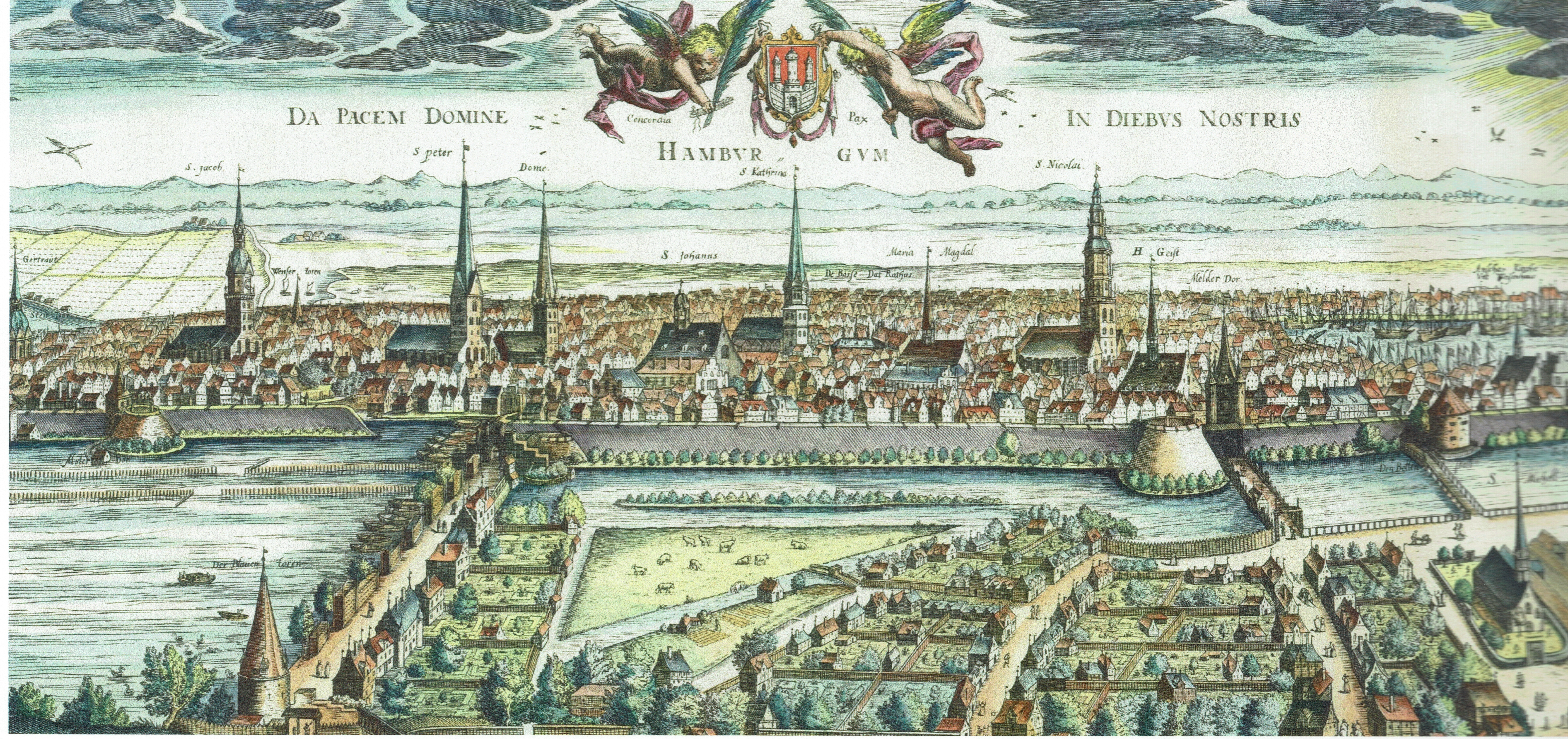
Die Kapelle St. Michael vor der Stadtmauer (Lithographie von Jan Diercksen, 1610)

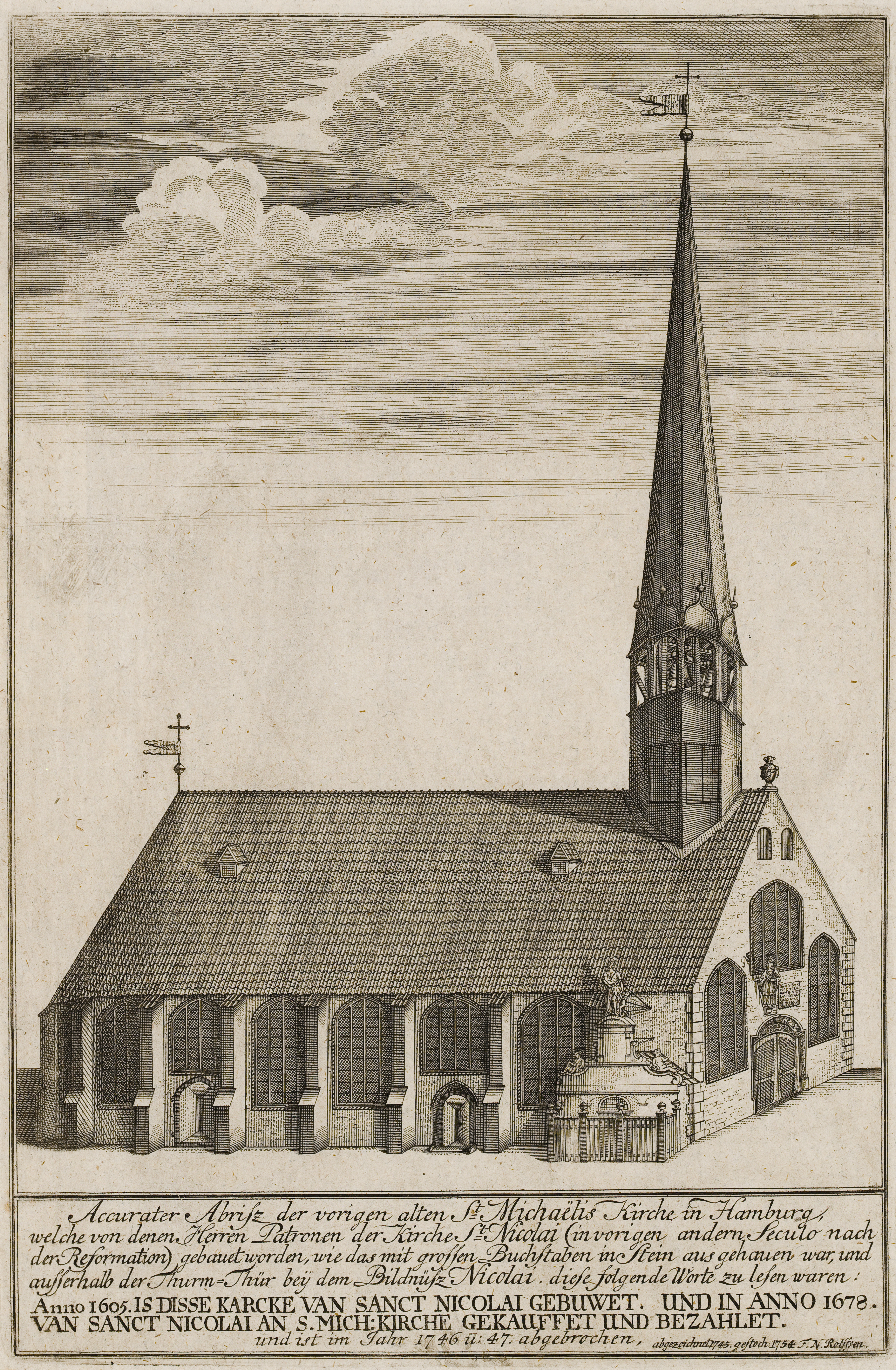
„Vorige alte St. Michaelis Kirche“ (alter Kleiner Michel) abgezeichnet 1745, Kupferstich von F. N. Rolffsen 1754

### Vorläuferkirche von St. Michaelis
Um das Jahr 1600 ließ das Kirchspiel St. Nikolai einen Pestfriedhof außerhalb der damaligen Stadtmauern anlegen, welcher eine kleinere Filialkirche erhielt. Diese Kapelle mit Turm, Wetterfahne und Glocke wurde dem Erzengel Michael geweiht. Im Jahr 1605 wurde der erste reguläre Gemeindegottesdienst gehalten. Im Jahr 1647 veräußerte die Hauptkirchengemeinde St. Nikolai dieses Gebäude an den Kirchenvorstand des durch Stadterweiterung entstandenen neuen Kirchspiels St. Michaelis. Dieser begann wenig später wegen der zunehmenden Bevölkerung 200 m westlich an der Straße Krayenkamp den Bau der sehr viel größeren neuen Hauptkirche St. Michaelis; die Erlaubnis der Hamburgischen Bürgerschaft ist mit einem Beschluss aus dem Jahr 1647 dokumentiert. Der Neubau wurde im Jahr 1661 eingeweiht. Die alte Kirche, nunmehr „Kleiner Michel“ genannt, verfiel und wurde 1747 abgerissen.

### Notkirche für St. Michaelis

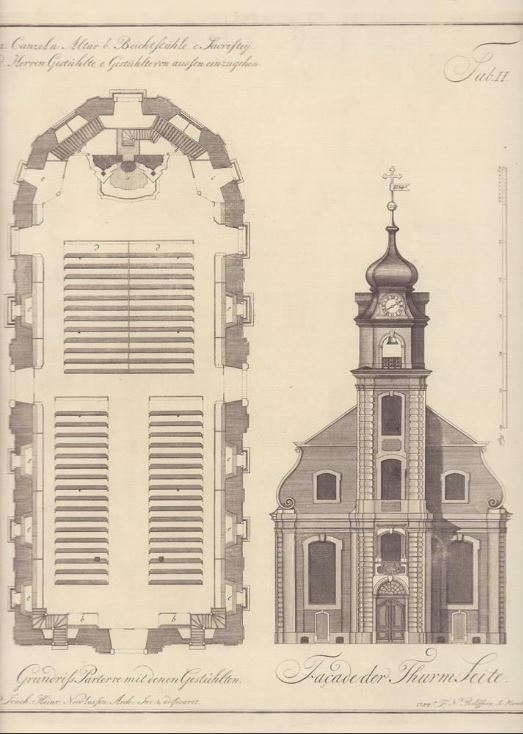
Kupferstich der (kleinen) St.-Michaelis-Kirche, Hamburg um 1754, F. N. Rolffsen nach Joachim Hinrich Nicolaßen

Nach dem Brand des „Michels“ durch Blitzschlag am 10. März 1750 wurde der „Kleine Michel“ durch eine private Spende von Senator Joachim Caspar Voigt (1720–1799) ab 1754 als Notkirche wiederaufgebaut. Der Baumeister war Joachim Hinrich Nicolaßen. Der Grundstein wurde am 27. August 1754 gelegt. Da das Kirchenkollegium mit dem ursprünglichen schlichten Bauplan in Ständerbauweise nicht zufrieden war, sondern einen massiven Steinbau verlangte, dauerte es bis 1757, die die Barockkirche fertiggestellt und am 14. Juli geweiht werden konnte. Im Jahr 1762 war dann auch die neue St. Michaeliskirche fertig. Anschließend wurden beide Kirchen parallel genutzt.

### Römisch-katholische Kirche St. Ansgar
Im Jahr 1807 hielten spanische Truppen Kaiser Napoleon im beschlagnahmten „Kleinen Michel“ den ersten katholischen Gottesdienst. Unter den napoleonischen Truppen befanden sich italienische, spanische und französische Soldaten katholischen Glaubens. Der Präfekt der französischen Truppen erklärte 1811 den „Kleinen Michel“ zur römisch-katholischen Kirche, die am 3. Februar auf den Namen St. Ansgar geweiht wurde. Im Jahr 1814 zogen die französischen Truppen aus Hamburg ab.
Stillschweigend wurde hier aber auch weiterhin katholischer Gottesdienst gefeiert. Im Jahr 1824 kauften Senat und Bürgerschaft den „Kleinen Michel“ dem Gemeindevorstand der evangelischen „Großen Michaeliskirche“ für 30.000 Mark ab, weil diese einen Teil des Kirchhofs für sich beanspruchte. Die Stadt überließ später das Bauwerk der katholischen Gemeinde mit ihren mittlerweile 6.000 Mitgliedern für 5.000 Mark, einen Bruchteil der vormaligen Kaufsumme. Im Jahr 1830 wurde die Kirche so durchgreifend renoviert, dass nahezu ein Neubau entstand.
Bevor der Komponist Gustav Mahler (1860–1911) nach Wien an die Hofoper berufen wurde, bereitete er seinen Übertritt zum katholischen Glauben vor. Am 23. Februar 1887 konvertierte er gemeinsam mit seinen beiden Schwestern Justine und Emma und ließ sich in der St. Ansgarkirche in Hamburg durch den Vikar Swider taufen. Der Taufpate war Theodor von Meynberg.

### Baugeschichte von St. Ansgar und St. Bernhard

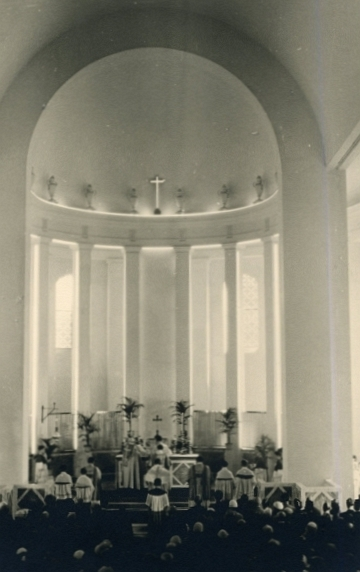
Der Kleine Michel nach dem Wiederaufbau, 1950er Jahre

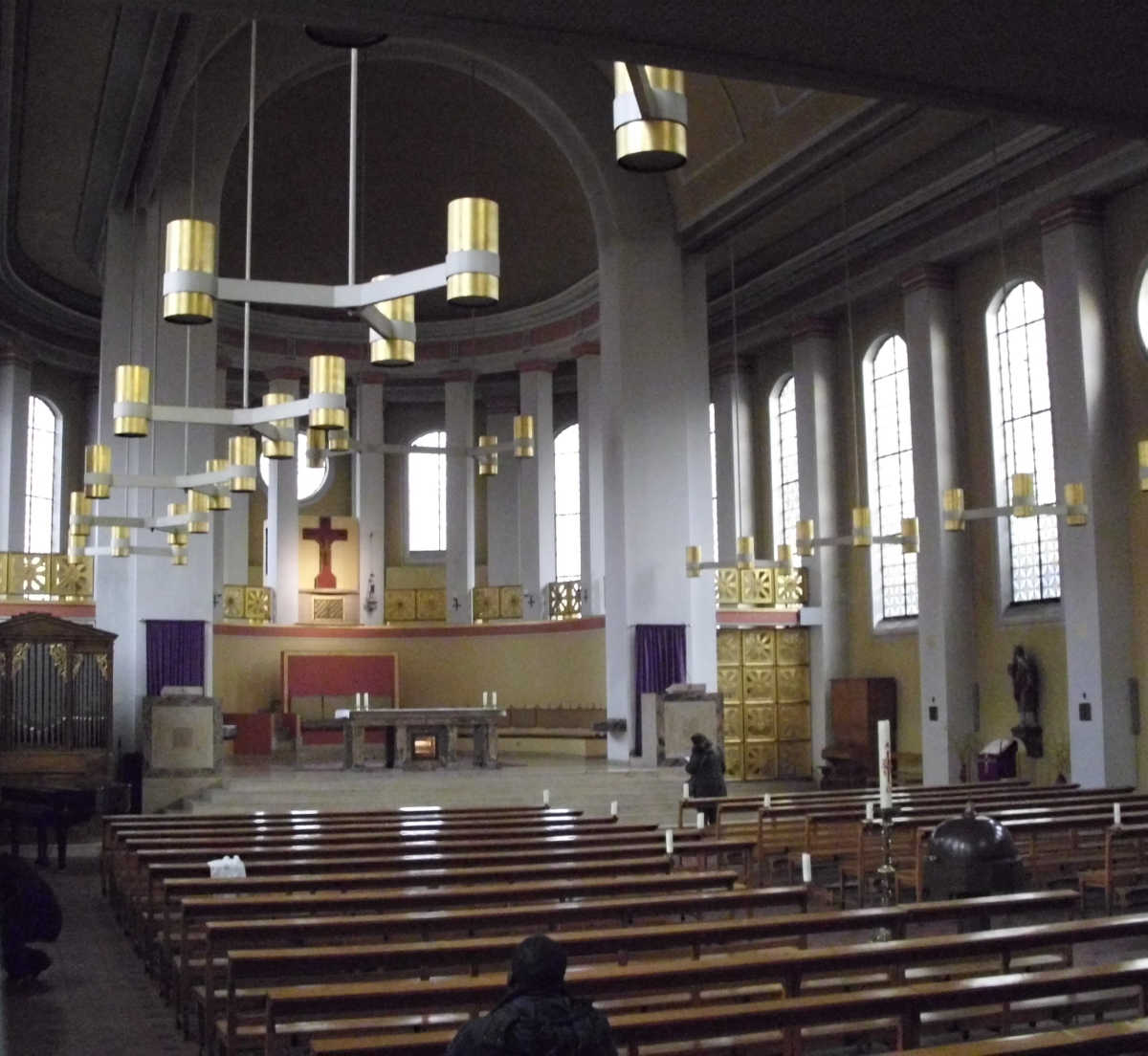
Der Kleine Michel nach der Umgestaltung von 1977/78 (Bild 2012)

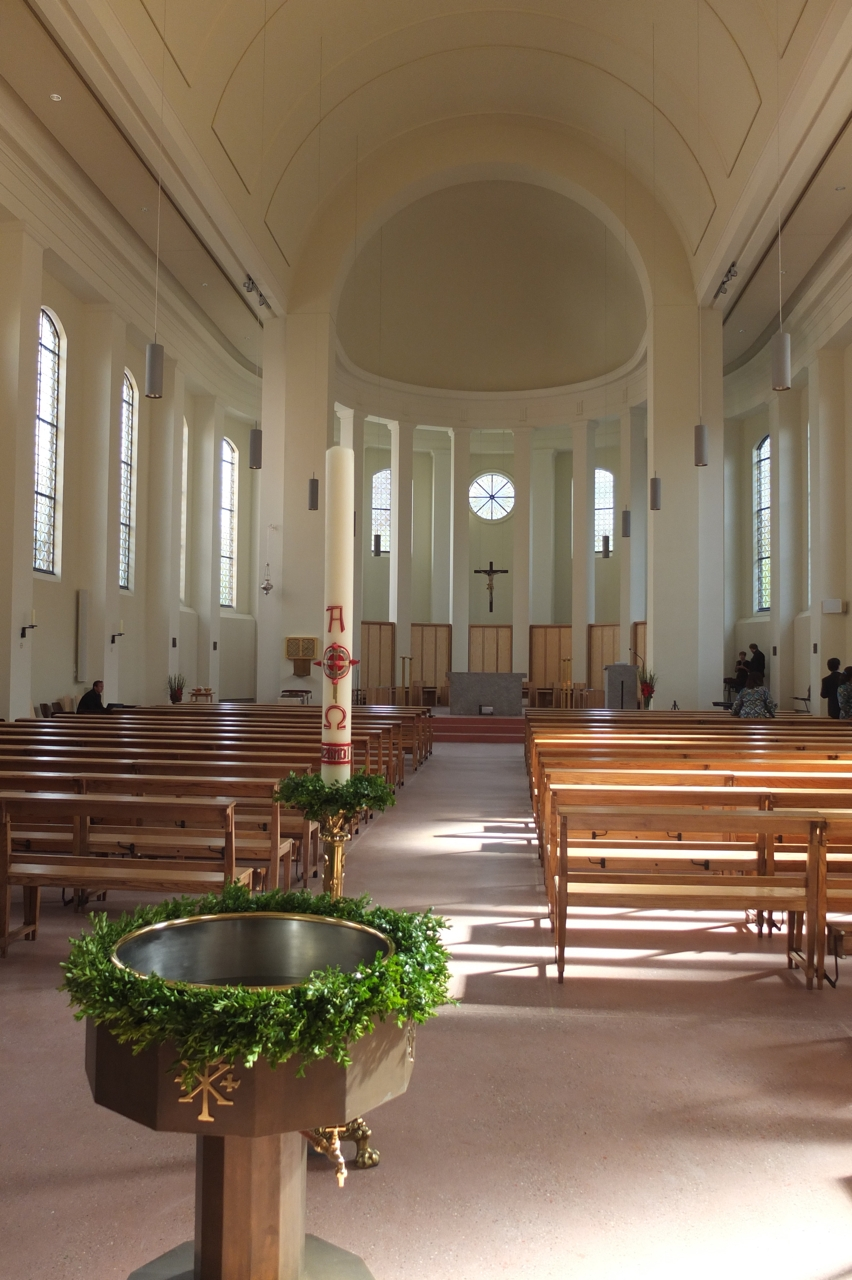
Innenansicht nach der Umgestaltung von 2012/13

Am 11. März 1945 wurde die barocke Kirche durch alliierte Sprengbomben völlig zerstört.
Die Verbundenheit französischer Christen und ihre tatkräftige Hilfe ermöglichte es, einen weiteren Kirchenneubau in den Jahren 1953–1955 wieder zu realisieren.
Nach Plänen des Pariser Architekten Jean-Charles Moreux (1889–1956), der sich bei seinem Entwurf auf das Konzept der romanischen burgundischen Passagenkirche bezog, wurde das Gebäude unter der Leitung des Hamburger Architekten Gerhard Kamps auf den Fundamenten des ersten Kirchbaus an gleicher Stelle errichtet. Die moderne Kirche in neoklassizistischen Gewand erhielt das Nebenpatrozinium des Heiligen Bernhard von Clairvaux. Am 10. Juli 1955 wurde sie den Heiligen Ansgar und Bernhard geweiht. Wöchentlich wird eine Messe in französischer Sprache durch die „Mission Catholique Francaise et Francophone de Hambourg“ gehalten. Die philippinische Gemeinschaft wird ebenfalls im „Kleinen Michel“ betreut.
Im Jahr 1973 wurde auf dem Kirchengelände die Katholische Akademie Hamburg eingeweiht.

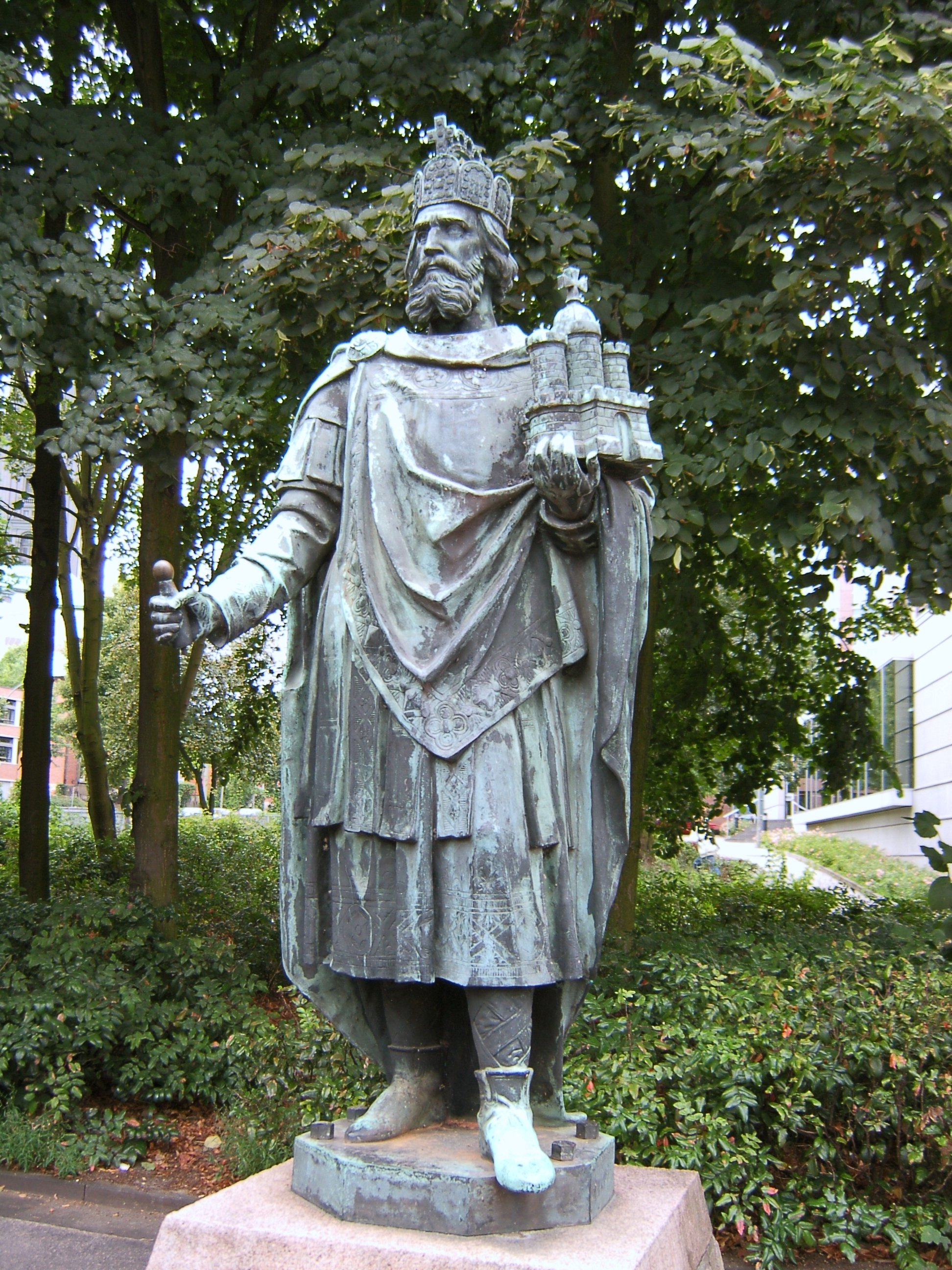
Statue Kaiser Karls des Großen auf dem Kirchenvorplatz

1977 wurde vor St. Ansgar und St. Bernhard die bronzene Statue von Kaiser Karl dem Großen (747/48-814) als Gründer der Stadt Hamburg aufgestellt. Sie stammt vom Kaiser-Karls-Brunnen, den der Bildhauer Engelbert Peiffer (1830–1896) im Jahr 1889 für den ehemaligen Fischmarkt beim Domplatz geschaffen hatte.
1977/1978 wurde der Kirchenraum im Inneren durch die Hamburger Architekturgemeinschaft Bunsmann + Scharf grundlegend neu gestaltet mit dem Ziel „dass er den Anforderungen als Akademiekirche, Predigtkirche und als Kirche für Pontifikal- und Konzelebrationsämter in dieser exponierten Lage funktionell und ästhetisch gerecht wird.“ Nachdem man sich im Jahr 1995 nicht für den „Kleinen Michel“, sondern für die Domkirche St. Marien als Sitz des Erzbischofs von Hamburg entschieden hatte, wurde eine bauliche Neuordnung des Innenraums notwendig. Da u. a. die pontifikale Anordnung der Sedilien ohne Begründung war und im Bereich der Gebäudetechnik (Heizung, Elektro, Energieeffizienz, Beschallung) dringender Erneuerungsbedarf bestand, wurde die Kirche in der Zeit von Oktober 2012 bis August 2013 unter der Leitung des Oldenburger Architekten Klaus Dörnen erneut saniert. Dabei wurden auch die angedeutetenden Wände, die den Altarraum vom Umgang trennten, zu einem Bogen verschlankt, die Türen entfernt und damit der Kirchenraum im Sinne von Jean-Charles Moreux wiederherstellt. 2015 wurde auch die Unterkirche saniert.
2007/2008 wurde die Leitung der Pastoral am „Kleinen Michel“ den Jesuiten übertragen, die den Pfarrer stellen und mit einer Kommunität in einem Teil des Akademiegebäudes wohnen.
Am 20. März 2011 fand im Gedenken an die letzte lutherische Predigt am 18. März 1811 ein Festgottesdienst statt mit einer Dialogpredigt des heutigen evangelisch-lutherischen Hauptpastors des „Großen Michels“ und des römisch-katholischen Pfarrers des „Kleinen Michels“.

## Ausstattung
Aus der Kirche des 19. Jahrhunderts konnten zwei Figuren des Hamburger Künstlers Franz Bernhard Schiller (1815–1857) („Madonna vom Kleinen Michel“ und „Ansgar“) sowie zwei Ikonen („Herz Jesu“ und „Maria“) gerettet werden. Sie sind nicht datiert und stammen aus der Vorkriegskirche und dürften im 19. Jahrhundert für Altäre der barocken Kirche angeschafft oder dafür hergestellt worden sein. Nach der Sanierung 2013 wurden diese Stücke u. a. zur dauerhaften Kirchenausstattung hinzugefügt. Hinzu kommen wechselnde Ausstellungen im wieder freigestellten Umgang der Kirche.
Der Kreuzweg, der heute im Umgang zum Altarraum angebracht ist, stammt von dem Bildhauer Fritz Fleer (1921–1997), der in allen Hamburger Hauptkirchen durch Arbeiten vertreten ist.

### Reliquien
Zum 1000. Todestag Ansgars, des ersten Bischofs von Hamburg, im Jahr 1865 schenkte der Osnabrücker Bischof Paulus Melchers (1813–1895) der Pfarrgemeinde eine Unterarmreliquie des Heiligen. Sichtbar in einer Einfassung im Altar der Kirche repräsentiert sie das Grab des Hl. Ansgar für die Stadt und das Erzbistum Hamburg.

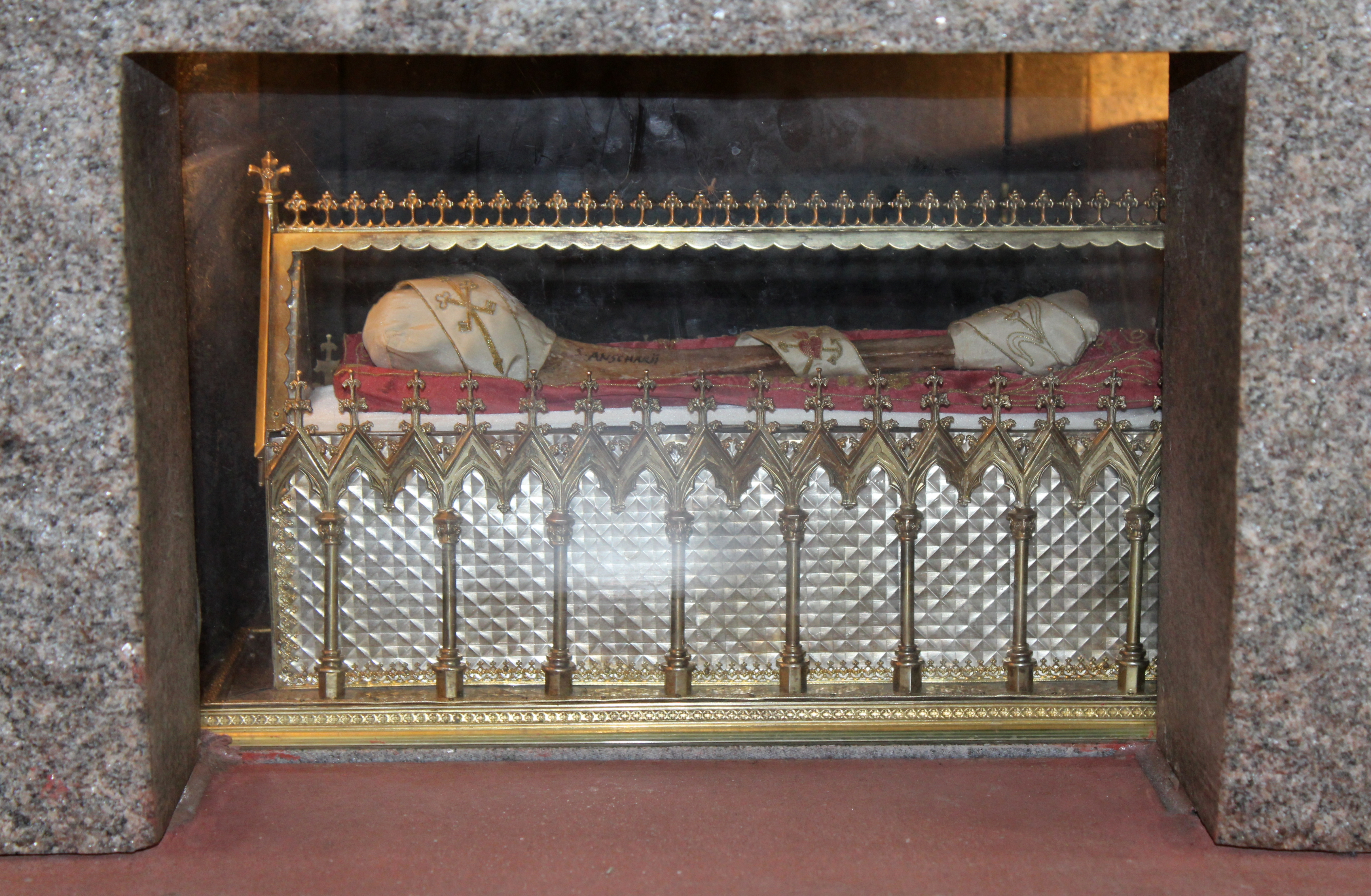
Armreliquie des Heiligen Ansgar

### Kirchenschatz
Der „Kleine Michel“ verfügt über einen Kirchenschatz, der zum Teil um 1811 aus dem Kölner Dom für die Kirche in Hamburg konfisziert wurde (verschiedene barocke Messgewänder), zum Teil vermutlich aus den Beständen der Kapelle der kaiserlichen Residenz in Hamburg stammt, die nach der Zerstörung und Plünderung von 1719 neu eingerichtet worden war und Anfang des 19. Jahrhunderts aufgegeben wurde: eine Ewig-Licht-Ampel und ein Rauchfass von Joh. Friedrich Breuer von um 1748, eine Monstranz von Johann Martin Maurer von 1732, weitere Kelche und liturgische Geräte aus der Zeit vor 1750 sowie silberne Leuchter der Hamburger Meister Jürgen Richels (1664–1711) und Jacob Barthels (Meister 1727–1769).

## Orgeln
1958 errichtete die Orgelbaufirma Krell auf der Empore eine große Kegelladenorgel in neobarockem Stil. Dieses Instrument war ab 2005 abgängig und nicht mehr spielbar. Es wurde 2012 abgebaut unter Einlagerung verwendungsfähigen Pfeifenmaterials, welches überwiegend aus der Werkstatt Laukhuff (Labialpfeifen) sowie Giesecke (Lingualpfeifen) stammt.

### Mauracher-Orgel
In Gottesdiensten und Konzerten erklang von 2006 bis 2012 eine hinzuerworbene, kleine romantische Chororgel aus dem Jahr 1890 der Firma Matthäus Mauracher, die ursprünglich in Klöch in der Steiermark stand. Das Instrument hatte 11 Register auf einem Manualwerk und Pedal mit mechanischer Traktur und Hängeventilladen. Das Pfeifenmaterial dieser Orgel wurde 2012 anlässlich des Beginns der Sanierungsarbeiten am Kl. Michel eingelagert.

| Manual C–f3   |    |
| Principal     | 8′ |
| Gedeckt       | 8′ |
| Philomela     | 8′ |
| Gemshorn      | 8′ |
| Salicional    | 8′ |
| Oktav         | 4′ |
| Rohrflöte     | 4′ |
| Mixtur III–IV |    |
| Harmonika     | 8′ |

| Pedal C–d1 |     |
| Subbaß     | 16′ |
| Oktavbaß   | 08′ |

- Koppel: I/P
- Spielhilfen: Fortezug (Harmonika), feste Kombinationen (mf/ff)[18]

### Heutige „Friedensorgel“
Im Jahre 2015 stiftete Ute Louis zum Gedächtnis ihres verstorbenen Ehemannes Detlev Louis eine neue Orgel. Das Instrument wurde 2016 bis 2019 von dem Orgelbauer Thomas B. Gaida erbaut. In Anlehnung an die Idee des Wiederaufbaus des Kleinen Michels nach dem Zweiten Weltkrieg als eine deutsch-französische Versöhnungsgeste (s. die Inschrift über dem neoklassischen Eingangsportal: „SERVATE VNITATEM SPIRITVS IN VINCULO PACIS“ – Bewahrt die Einheit im Geiste im Band des Friedens) wird das Instrument als Friedensorgel bezeichnet.
Unter Verwendung von Pfeifen und Windladen der beiden Vorgängerorgeln und Hinzufügung weiterer historischer Register (z. B. eines Open Wood 16′ aus englischem Bestand (um 1900) und einer Quintadena 8′ aus der Werkstatt Steinmeyer der 1920er Jahre) baute Gaida eine technisch gesehen völlig neue Orgel. Neu angefertigt wurden die 32′- und 16′-Lage der Tuba, die doppelt labierten Pfeifen der Tibia pomposa sowie alle im Prospekt sichtbaren Pfeifen (die Gamba und das Prinzipal maior des Hauptwerks und das Prinzipal und die Oktave für die Chororgel).
Das Instrument hat 33 Ladenregister (zwei weitere Windladen im Echowerk sind noch vakant) sowie 18 weitere Pfeifenreihen, aus denen eine Vielzahl weiterer Register abgeleitet werden können; diese Auxiliarregister werden in mehreren Auszügen genutzt (in den Manualen je nach Ausbau entweder in 8′/4′-Lage oder 16′/8′/4′-Lage und in den Pedalen (teilbar) je nach Ausbau von 32′-Lage bis hin zur 2′-Lage). Über gesonderte Auxiliarsetzer sind die in dem Hauptregierwerk (am Spieltisch auf der linken Seite) nicht eingereihten Aliquotenauxiliare (Einzeltonsteuerung) anspielbar sowie Weitquinte und Terz von tiefster bis höchster Lage und Schaltungen wie Cornett VI. Die neue Orgel verfügt über zwei identische, voneinander unabhängige, parallel spielbare, viermanualige Spieltische, die sieben Teilwerke anspielen (Hauptwerk, Positiv, Schwellwerk, Großschweller, Echowerk, Chororgel links, Chororgel rechts sowie das überwiegend nicht eigenständige Pedalwerk), davon sind fünf schwellbar (Schwellwerk, Großschweller, Echowerk sowie beide Chororgeln). Alle Werke können den Manualen frei zugeordnet und in drei Oktavlagen (Suboktave, Aequal- und Superoktave) gespielt werden. Die Hauptorgel wird mit ihren Ladenregistern nebst einem werkunabhängigen Auxiliarwerk (Einzeltonsteuerung) über Kegelladen gesteuert, die Chororgeln hingegen mit elektrischen Schleifladen. Eine Besonderheit stellt der Sostenuto-Effekt dar. Der Spieltisch auf der Empore steht fest; der Spieltisch unten ist im Kirchenraum frei beweglich. Mit sechs 32′-Registern, fünf Streicherregistern (darunter drei Gamben), einer Vielzahl von Zungenregistern sowie verschiedenen solistisch verwendbaren Labialregistern in 8-Lage nimmt das Instrument eine Alleinstellung in der ansonsten überwiegend neobarock geprägten Hamburger Orgellandschaft ein. Der Gesamtklang entspricht vorwiegend dem einer deutsch-romantischen Orgel, wobei sie jedoch durch die durch Einzeltonsteuerung erweiterten Kombinationsmöglichkeiten auch im Sinne einer Universalorgel genutzt werden kann.
Nach amerikanischer Zählweise ergeben sich somit 162 Ranks inklusive Schaltungen. In der folgenden Disposition sind Ladenregister mit Ordnungszahlen (links), Auxiliarregister mit dem Buchstaben A und der Nummer der jeweiligen Pfeifenreihe, aus der es abgeleitet wird, und akustische Schaltungen mit S gekennzeichnet.
| Hauptwerk C–c4 |                       |        |
|                | Open Wood (A 1)       | 16′    |
|                | Bourdon (A 2)         | 16′    |
|                | Gambe (A 3)           | 16′    |
|                | Prinzipal major (A 4) | 08′    |
| 1.             | Prinzipal minor       | 08′    |
|                | Konzertflöte (A 5)    | 08′    |
| 2.             | Holzflöte             | 08′    |
|                | Bourdon (A 2)         | 08′    |
|                | Gambe (A 3)           | 08′    |
| 3.             | Dolkan                | 08′    |
|                | Octava major (A 4)    | 04′    |
| 4.             | Octava minor          | 04′    |
|                | Konzertflöte (A 5)    | 04′    |
|                | Rohrflöte (A 2)       | 04′    |
| 5.             | Gemshorn              | 04′    |
| 6.             | Quinte                | 02 ⁄3′ |
| 7.             | Oktave                | 02′    |
| 8.             | Mixtura maior III 0   | 02′    |
| 9.             | Mixtura minor III     | 01′    |
|                | Fagott (A 6)          | 16′    |
|                | Fagott (A 6)          | 08′    |
|                | Fagott (A 6)          | 04′    |
|                | Tremulant             |        |

| Positiv C–c4 |                |     |
| 10.          | Gedackt        | 08′ |
| 11.          | Quintadena     | 08′ |
| 12.          | Rohrflöte      | 04′ |
| 13.          | Sesquialter II |     |
| 14.          | Waldflöte      | 02′ |
| 15.          | Rohrschalmey   | 08′ |
|              | Tremulant      |     |

| Schwellwerk C–c4 |                          |         |
|                  | Lieblich Gedeckt (A 7) 0 | 16'     |
| 16.              | Hornprinzipal            | 08′     |
| 17.              | Harmonieflöte            | 08′     |
|                  | Lieblich Gedeckt (A 7)   | 08′     |
| 18.              | Gamba                    | 08′     |
|                  | Vox coelestis (A 8)      | 08′     |
| 19.              | Fugara                   | 04′     |
|                  | Vox coelestis (A 8)      | 04′     |
| 20.              | Rohrflöte                | 04′     |
| 21.              | Nasat                    | 02 ⁄3′  |
| 22.              | Flöte                    | 02′     |
| 23.              | Terz                     | 01 3⁄5′ |
|                  | Mixtur IV (A 9)          | 02′     |
|                  | Bombarde (A 10)          | 16′     |
|                  | Bombarde (A 10)          | 08′     |
|                  | Bombarde (A 10)          | 04′     |
|                  | Oboe (A 11)              | 08′     |
|                  | Oboe (A 11)              | 04′     |
|                  | Tremulant                |         |

| Echowerk C–c4 (schwellbar) |                       |     |
| 24.                        | Quintadena            | 16′ |
| 25.                        | (vakant)              |     |
| 26.                        | Aeoline               | 08′ |
| 27.                        | (vakant)              |     |
| 28.                        | Harmonia aeth. III-IV |     |
|                            | Dulcian (A 12)        | 16′ |
|                            | Krummhorn (A 12)      | 08′ |
|                            | Flügeltremulant       |     |

| Großschweller C–c4 |                      |     |
|                    | Tuba (A 16)          | 16′ |
|                    | Tuba (A 16)          | 08′ |
|                    | Tuba (A 16)          | 04′ |
|                    | Unda maris (A 17)    | 08′ |
|                    | Unda maris (A 17)    | 04′ |
|                    | Tibia pomposa (A 14) | 08′ |
|                    | Tibia pomposa (A 14) | 04′ |

| Freie Auxiliare (Manuale) C–c4 |                         |         |
|                                | Großprinzipal (A 4)     | 16′     |
|                                | Konzertflöte (A 5)      | 16′     |
|                                | Tibia pomposa (A 14)    | 16′     |
|                                | Weitquinte (A 13)       | 05 1⁄3′ |
|                                | Weitquinte (A 13)       | 02 ⁄3′  |
|                                | Weitquinte (A 13)       | 01 ⁄3′  |
|                                | Weitquinte (A 13)       | 02⁄3′   |
|                                | Terz (A 15)             | 06 2⁄5′ |
|                                | Terz (A 15)             | 03 1⁄5′ |
|                                | Terz (A 15)             | 01 3⁄5′ |
|                                | Terz (A 15)             | 04⁄5′   |
|                                | Mixtur (A 09)           | 01′     |
|                                | Cornet VI (S)           |         |
|                                | Polnische Zimbel II (S) |         |
| sowie die bereits              |                         |         |
| eingereihten Auxiliare         |                         |         |
| i. d. benannten                |                         |         |
| Lagen A2, A3, A4, A5,          |                         |         |
| A6, A7,A8, A10, A12,           |                         |         |
| A16, A17.                      |                         |         |

| Chororgel (rechts) C–c4 (schwellbar außer Nr. 29/32) |            |     |
| 29.                                                  | Prinzipal  | 08′ |
| 30.                                                  | Gemshorn   | 08′ |
| 31.                                                  | Salicional | 08′ |
| 32.                                                  | Oktave     | 04′ |
| 33.                                                  | Mixtur IV  | 02′ |

| Chororgel (links) C–c4 (schwellbar) |           |     |
| 34.                                 | Philomela | 08′ |
| 35.                                 | Gedackt   | 08′ |

| Chororgel Pedal C–g1 (schwellbar) |                 |     |
|                                   | Chorbass (A 18) | 32′ |
|                                   | Chorbass (A 18) | 16′ |
|                                   | Chorbass (A 18) | 08′ |

| Pedal C–g1               |         |
| Bassus magnus (S)        | 32′     |
| Open Wood (A 1)          | 32′     |
| Subbass (A 2)            | 32′     |
| Lieblich gedeckt (A 7) 0 | 32′     |
| Open Wood (A 1)          | 16′     |
| Gambe (A 3)              | 16′     |
| Subbass (A 2)            | 16′     |
| Lieblich Gedackt (A 7)   | 16′     |
| Quinte (A 13)            | 10 2⁄3′ |
| Großprinzipal (A 4)      | 08′     |
| Gambe (A 3)              | 08′     |
| Konzertflöte (A 5)       | 08′     |
| Gedackt (A 2)            | 08′     |
| Tibia pomposa (A 14)     | 08′     |

| Fortsetzung              |         |
| Lieblich Gedeckt (A 7)   | 08′     |
| Quinte (A 13)            | 05 1⁄3′ |
| Terz (A )15              | 06 2⁄5′ |
| Großprinzipal (A 4)      | 04′     |
| Gambe (A 3)              | 04′     |
| Konzertflöte (A 5)       | 04′     |
| Tibia pomposa (A 14)     | 04′     |
| Lieblich Gedeckt (A 7) 0 | 04′     |
| Terz (A 15)              | 03 1⁄5′ |
| Quinte (A 13)            | 02 ⁄3′  |
| Großprinzipal (A 4)      | 02′     |
| Gambe (A 3)              | 02′     |
| Gedackt (A 2)            | 02′     |
| Konzertflöte (A 5)       | 02′     |

| Fortsetzung              |         |
| Tibia (A 14)             | 02′     |
| Terz (A 15)              | 01 3⁄5′ |
| Quinte (A 13)            | 01 ⁄3′  |
| Konzertflöte (A 5)       | 01′     |
| Terz (A 15)              | 04⁄5′   |
| Quinte (A 13)            | 02⁄3′   |
| Pedal-Kornett VI (S)     |         |
| Septnonschaltung IV (S)  |         |
| Mixtur IV (A 9)          | 02′     |
| Mixtur IV (A 9)          | 01′     |
| Polnische Zimbel IV (S)0 |         |
| Tuba (A 16)              | 32′     |
| Tuba (A 16)              | 16′     |
| Bombarde (A 10)          | 16′     |

| Fortsetzung       |     |
| Fagott (A 6)      | 16′ |
| Dulcian (A 12)    | 16′ |
| Tuba (A 16)       | 08′ |
| Bombarde (A 10)   | 08′ |
| Fagott (A 6)      | 08′ |
| Oboe (A 11)       | 08′ |
| Dulcian (A 12)    | 08′ |
| Tuba (A 16)       | 04′ |
| Bombarde (A 10) 0 | 04′ |
| Fagott (A 6)      | 04′ |
| Oboe (A 11)       | 04′ |
| Tuba (A 16)       | 02′ |
| Fagott (A 6)      | 02′ |

- Koppeln: Pedalkoppeln aller Ladenregister und Ladenauxiliare, werkbezogene Sub- und Superkoppeln, werkbezogene Zuordnung der Ladenregister und Ladenauxiliare zu den Manualen, Melodie-Solokoppel, Pizzicatokoppeln, Koppel Ped an Man I.
- Spielhilfen: Setzeranlage (9 × 999), Auxiliarsetzer, Auxiliare mit Einzeltonsteuerung Manual/Pedal, frei wählbare Pedalteilung in Pedalbass und Pedaldiskant, Sequenzer vorwärts und rückwärts (invertierbar), Sostenuto, Midi in/out. Vier Schwelltritte, freie Zuordnung (Setzer) der Schwelltritte zu den Schwellwerken (ggf. gekoppelt). Schwelltrittstellungen setzbar. Registercrescendotritt (ehem. Walze) frei einem Schwelltritt zuzuordnen und registermäßig frei einstellbar.
- Anmerkungen:

(S) = Akustische Schaltung
(A …) = Register aus Auxiliar-Register-Reihe Nr. …

## Glocken
Im Jahr 1959 lieferte die Glockengießerei Otto aus Bremen-Hemelingen vier Glocken mit den Schlagtönen: e1 – g1 – a1 – c2 und folgenden Durchmessern (in mm): 1214 – 1020 – 909 – 796.